# Митрю Карабелята
Димитър Карабелята, известен като Митрю, Митрьо, Митко, Димо, е български революционер, деец на Върховния македоно-одрински комитет Вътрешната македонска революционна организация в Дедеагачко.

## Биография
Роден е дедеагачкото село Дервент. Влиза във ВМОРО. В 1902 година изпълнява куриерски задачи. През лятото влиза във върховиската чета на Марин Чолаков и обикаля с нея Дедеагачко като водач. След Илинденско-Преображенското въстание става нелегален, четник на Тане Николов и играе организационна роля в Дедеагачко. 
На 28 срещу 29 юни 1904 година Митрю Карабелята заедно с войводата Тане Николов и Петко Янакиев осъществява атентат на железопътната линия Дедеагач-Солун при Бадама, вследствие на който е мзривен мост на линията и са унищожени локомотивът и 9 вагона на влака.
Когато в 1908 година Тане войвода заминава за България, оставя като войвода Карабелята.
Убит е от Димитър Табаков, родом от съседното село Бейкьой (днес Аристино), по нареждане на Бойко Чавдаров за разбойничество.

Отдолу идват, мале, все отбор юнаци,
все беломорци, все одринци,
На рамо си носят къси манлихери,
на кръста си носят патрони и бомби,
сабите им светят, мале.
светят като ясно слънце.
На калпаците им, мале, писано.
Писмото пише, мале
„Свобода или смърт“.
Снощи вечер минали горе, горе
край село Съчанли.
На пътя си срещнели турци-анадолци.
Бой кървав са почнали.
Първа бомба хвърлил Иван войвода,
втора бомба хвърлил Стоян Пишманлията.
Митрю Карабелята, мале, извадил сабята,
турците, разбили, пътя продължили.
И ранили, мале, най-добрия юнак
Иван Макасчията на лявата ръка,
на лявата ръка и дясната нога.